# Coris marquesensis
Coris marquesensis Randall, 1999 è un pesce di acqua salata appartenente alla famiglia Labridae.

## Distribuzione e habitat
Proviene dalle barriere coralline delle Isole Marchesi, nell'oceano Pacifico. Nuota fino a 30 m di profondità, solitamente in zone con fondo sabbioso nei pressi delle barriere.

## Descrizione
Presenta un corpo molto compresso lateralmente, nello stesso tempo allungato e abbastanza alto. La lunghezza massima registrata è di 23 cm per le femmine e 31,8 per i maschi.
I giovani hanno la testa dal profilo appuntito, con gli occhi abbastanza grandi. La loro colorazione è prevalentemente gialla con delle striature orizzontali e una macchia nera con il bordo azzurro al termine della pinna dorsale. Le pinne sono degli stessi colori del corpo, non particolarmente basse, e la pinna caudale ha il margine arrotondato.
Gli adulti sono decisamente più tozzi degli esemplari giovani, e la loro colorazione è anche nettamente più scura, quasi tendente al marrone, e le aree blu sono più ristrette, e la macchia nera è assente. I primi raggi della pinna dorsale sono più lunghi degli altri, mentre la pinna anale è bassa e lunga. Le pinne pelviche sono abbastanza lunghe.

## Biologia

### Comportamento
Forma gruppi composti da diverse femmine ed un solo maschio adulto.

### Alimentazione
Si nutre di microbenthos.

### Riproduzione
È oviparo e la fecondazione è esterna. Non ci sono cure verso le uova. Probabilmente ermafrodita.

## Conservazione
Questa specie viene a volte catturata per essere tenuta negli acquari perché confusa con la più conosciuta Coris gaimard, ma non è minacciata da particolari pericoli e viene quindi classificata come "a rischio minimo" (LC) dalla lista rossa IUCN.